# ایستگاه دافرین
ایستگاه دافرین (انگلیسی: Dufferin station) یک ایستگاه مترو در خط ۲ بلور–دانفورث در تورنتو، انتاریو، کانادا است.